# Волькенштайн
Волькенштайн (нім. Wolkenstein) — місто в Німеччині, розташоване в землі Саксонія. Входить до складу району Рудні Гори.
Площа — 30,51 км2. Населення становить 3886 ос. (станом на 31 грудня 2020).